# Wanzhong-Friedhof
Der Wanzhong-Friedhof (万忠墓,  Wànzhōng mù, englisch Wanzhong Cemetery) ist die Grabstätte der Opfer des Massakers von Lüshunkou (旅順大屠殺,  Lǚshùn dàtúshā, englisch Port Arthur massacre), das am 21. November 1894 in Lüshunkou, Dalian, Provinz Liaoning, begann. Im November 1896 wurde eine Gedächtnistafel mit der Aufschrift „万忠墓“ (wàn/zhōng/mù = „Unzählige-Getreue-Friedhof“) aufgestellt.
Er steht seit 2006 auf der Liste der Denkmäler der Volksrepublik China (6-914).

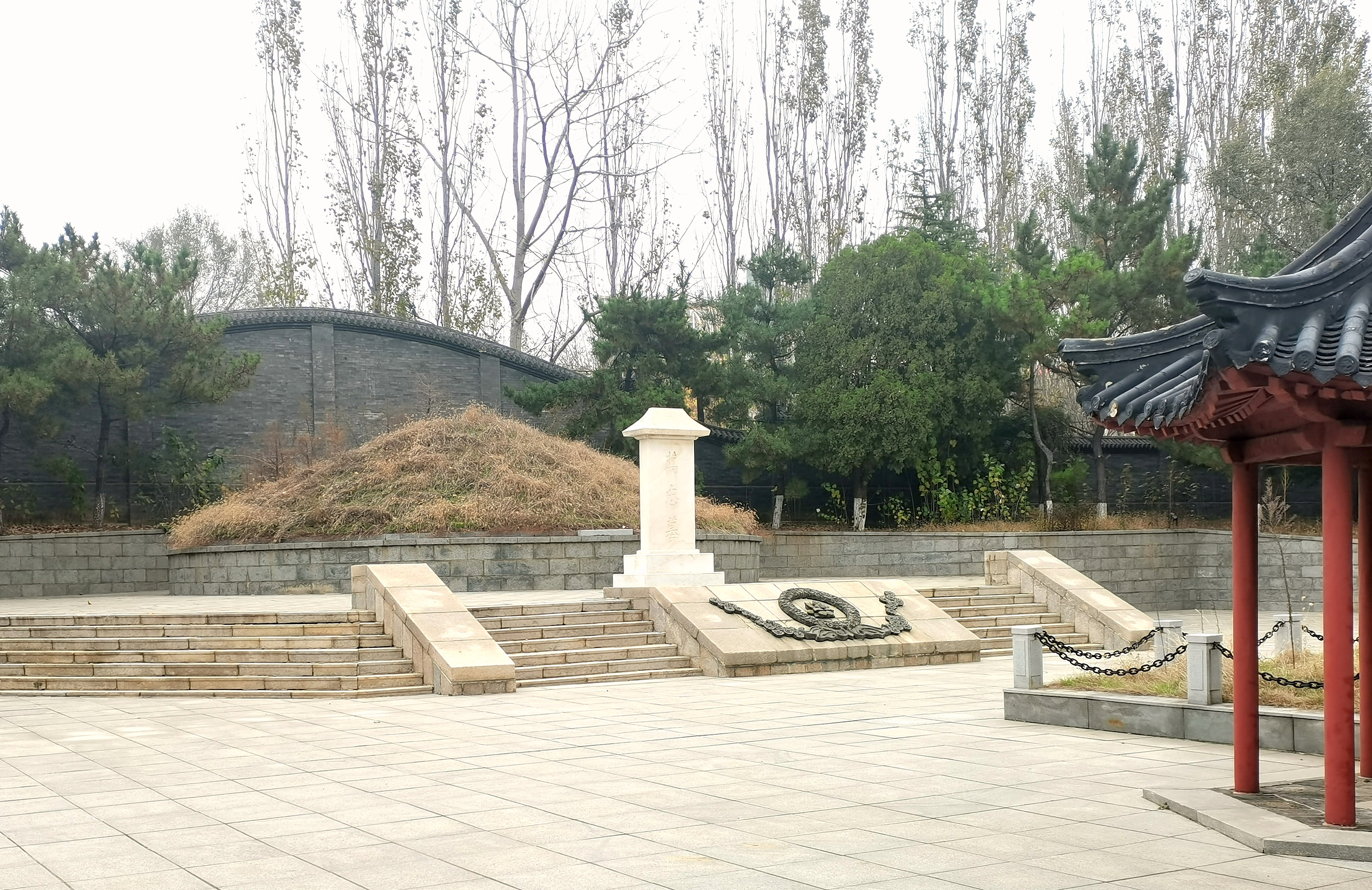
Wanzhong-Friedhof

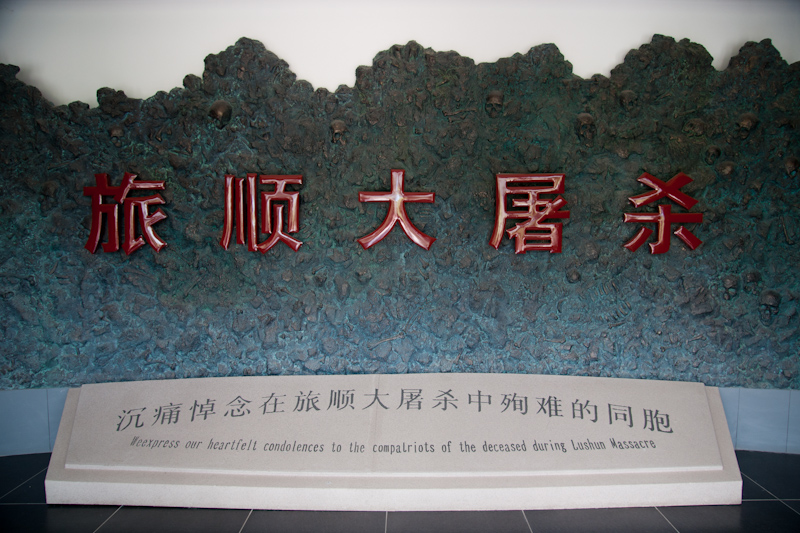
Gedenkstein, Inschrift:
„Wir drücken den Landsleuten der Märtyrer des Lüshun-Massakers unser tiefschmerzendes Beileid aus“

Die Lüshun-Wanzhong-Friedhof-Gedächtnishalle (旅顺万忠墓纪念馆,  Lüshun wanzhong mu jinianguan, englisch Wanzhong Memorial Hall in Lüshun) hat die Adresse: Lüshunkou (Dalian), Jiusan lu 九三路 Nr. 23.

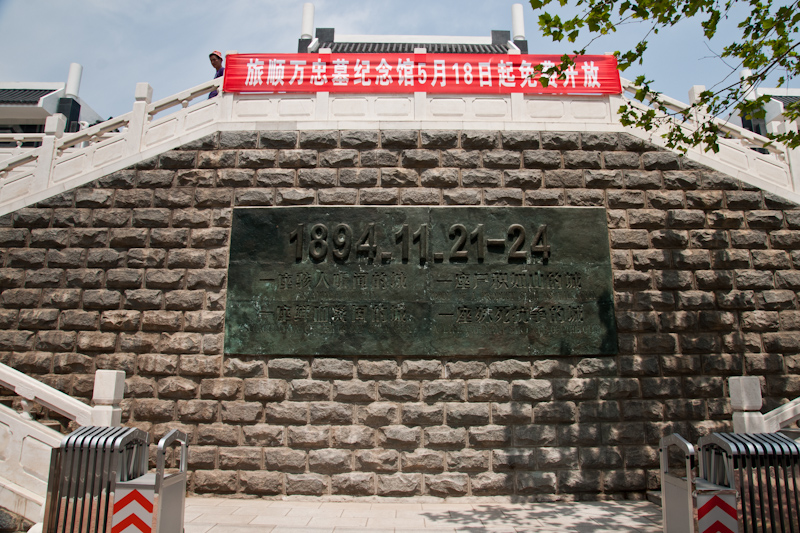
Eingang zur Gedenkstätte des Lüshunkou-Massakers